# Birger Meling
Birger Solberg Meling, född 17 december 1994 i Stavanger, är en norsk fotbollsspelare som spelar för FC Köpenhamn.

## Klubbkarriär
Meling började spela fotboll i Viking som sexåring. I juli 2013 gick han till engelska Middlesbrough. Meling spelade för juniorlaget och lämnade klubben sommaren 2014 då han inte fick förnyat kontrakt.
I augusti 2014 värvades Meling av Stabæk IF. Meling debuterade den 21 september 2014 i Eliteserien i en 3–0-förlust mot Aalesunds FK, där han blev inbytt i den 81:a minuten mot Ville Jalasto.
Den 8 februari 2017 värvades Meling av Rosenborg BK, där han skrev på ett fyraårskontrakt. I juli 2020 värvades Meling av franska Nîmes, där han skrev på ett treårskontrakt. I juli 2021 värvades Meling av Rennes, där han skrev på ett treårskontrakt.
Den 14 augusti 2023 värvades Meling av danska FC Köpenhamn, där han skrev på ett fyraårskontrakt.

## Landslagskarriär
Meling debuterade för Norges U21-landslag den 16 juni 2015 i en 2–2-match mot Österrike. Han spelade totalt sex landskamper för U21-landslaget.
Den 5 oktober 2017 debuterade Meling i Norges A-landslag i en 8–0-vinst över San Marino.